# Alice et l'Ombre chinoise
Alice et l'Ombre chinoise (titre original : The Mystery at the Moss-Covered Mansion, littéralement : Le Mystère du manoir recouvert de mousse) est le dix-huitième roman de la série américaine Alice (Nancy Drew en VO) écrit par Caroline Quine, nom de plume collectif de plusieurs auteurs. L'auteur de ce roman est Mildred Wirt Benson. 
Aux États-Unis, le roman a été publié pour la première fois en 1941 par Grosset & Dunlap, New York. En France, il est paru pour la première fois en 1965 chez Hachette Jeunesse dans la collection « Bibliothèque verte » sous le no 280. Il n'a plus été réédité en France depuis 1976. 

## Résumé
Remarque : le résumé est basé sur l'édition cartonnée non abrégée parue en 1965 en langue française.
Alice Roy et ses amies Bess et Marion se rendent en voiture à Thornley (Ashley en VO), une petite ville de province où le père d'Alice, James Roy, prend quelques jours de repos.
Elles se perdent en chemin et découvrent par hasard un vieux manoir perdu dans les bois. La demeure, couverte de lierre, est entourée de hautes palissades, et de l'intérieur émanent des bruits très inquiétants et même un coup de feu. Le propriétaire aperçoit les trois intruses et les chasse en les menaçant avec un fouet. 
Mais Alice a la ferme intention de découvrir ce qui se passe dans cet inquiétant manoir...

## Personnages

### Personnages récurrents
- Alice Roy : jeune détective amateur blonde, orpheline de mère, fille de James Roy.
- James Roy : avoué[3] de renom, père d'Alice Roy, veuf.
- Bess Taylor : jeune fille blonde et rondelette, une des meilleures amies d'Alice.
- Marion Webb : jeune fille brune et sportive, cousine germaine de Bess Taylor et une des meilleures amies d'Alice.
- Ned Nickerson : jeune homme brun et athlétique, ami et chevalier servant d'Alice, étudiant à l’université d'Emerson.
- Sarah : la fidèle vieille gouvernante des Roy, qui a élevé Alice à la mort de sa mère.

### Personnages spécifiques à ce roman
- Julius Raynard (Jules Raynad en VO) : artiste-peintre.
- Jane Campbell Boland (June Campbell en VO) : jeune héritière.
- Mme Cully : une voyante.
- Laetitia Cully (Venus Cully en VO) : fille de Mme Cully, 22 ans.
- Robert Jones, dit Barberousse : peintre animalier, locataire du manoir.
- Ramon  (Ramo en VO) : un malfaiteur gitan.
- Mme Barse (Mrs. Lee en VO) : hôtesse des Roy à la pension de Thorney (Ashley en VO).
- Mme Prescott.

## Éditions françaises
Aux États-Unis, ce roman a été entièrement réécrit en 1971 par Harriet Adams. Cette nouvelle version a paru en France en 1977 sous le titre : Alice et la Fusée spatiale. Deux versions de ce roman existent donc en France et aux États-Unis. Aux États-Unis, les titres sont quasiment identiques : The Mystery at the Moss-Covered Mansion (1941) et The Mystery of the Moss-Covered Mansion (1971). La différence tient au mot "of" ("de") au lieu de "at" ("dans"). En effet, l'intrigue du roman de 1971 n'a pas du tout lieu au manoir, contrairement à l'intrigue de 1941.
- 1965 : Alice et l'Ombre chinoise — coll. « Bibliothèque verte » no 280, Hachette, cartonné, version originale. Illustré par Jacques Poirier. Traduit par Anne Joba. 25 chapitres. 252 p.

- 1977 : Alice et l'Ombre chinoise — coll. « Idéal-Bibliothèque », Hachette, cartonné, version abrégée. Traduit par Anne Joba. Illustré par Jean-Louis Mercier. 14 chapitres. 188 p.